# Lucoli
Lucoli község (comune) Olaszország Abruzzo régiójában, L’Aquila megyében.

## Fekvése
A megye nyugati részén fekszik. Határai: Borgorose, L’Aquila, Rocca di Cambio, Rocca di Mezzo és Tornimparte.

## Története
Az ókorban első ismert lakosai a szabinok. A középkori települést a Keresztelő Szent János bencés kolostor környékén letelepedő földművesek alapították. 1927-ben közigazgatásilag L’Aquila városához csatolták, de 1947 óta ismét önálló település.

## Népessége
A népesség számának alakulása:

## Főbb látnivalói
- San Giovanni Battista-apátság
- Palazzo Cialente
- San Sebastiano-templom
- San Michele-templom
- Beata Cristina-templom
- Sant’Antonio-templom